# Ішкуза
Ішкуза (асир. iš-ku-za) — асирійська та вавилонська назви політичного утворення скіфів часів їх закавказьких походів (VII ст. до н. е.), з часу їх міграції до Передкавказзя та до переселення у Північне Причорномор'я.

## Античні джерела та загальна інформація
Щодо появи скіфів у Передкавказзі існує декілька повідомлень, а саме:
- Геродот (Історія, IV, 11):

| "...ІЗ КОЧОВИКАМИ-СКІФАМИ, ЩО МЕШКАЛИ В АЗІЇ, ВОЮВАЛИ І ЗАВДАЛИ ЇМ ЧИМАЛО ПРИКРОСТЕЙ МАССАГЕТИ І ЧЕРЕЗ ЦЕ СКІФИ ПЕРЕЙШЛИ ЗА РІКУ АРАКС І ПРИБУЛИ В КИМЕРІЮ (БО КРАЇНА, ДЕ ТЕПЕР ЖИВУТЬ СКІФИ, КАЖУТЬ, ЩО ЗА ДАВНІХ ЧАСІВ БУЛА КИМЕРІЙСЬКОЮ)..."[1] |
- Арістей з Проконессу (у поданні Геродота (Історія, IV, 13)):

| "АРІМАСПИ ВИТІСНИЛИ З КРАЇНИ ІССЕДОНІВ(4), А ІССЕДОНИ СКІФІВ, А КИМЕРІЙЦІВ, ЯКІ ЖИЛИ БІЛЯ ПІВДЕННОГО МОРЯ (5), СКІФИ ЗМУСИЛИ ПОКИНУТИ КРАЇНУ."[2] |
- Діодор Сицилійській (Історична Бібліотека, ІІ, XLIII):

| " ще в давнину під проводом одного войовничого царя, який мав здібності стратега, вони придбали собі країну в горах до Кавказу, а в низинах узбережжя Океану та Меотійського озера та інші землі до ріки Танаїса..."[3] |
- Пліній Старший надає два не пов'язані між собою повідомлення, які, найімовірніше, описують одну подію:

| " За іншими авторами, сюди вдерлися скіфи авхати, атернії, асампати та знищили до останнього танаїтів та інапеїв..."[4] |
| "...Напи, яких винищили Пали..."[5] |
Отже, унаслідок міжплемінних війн скіфи мігрували з Заволжжя до Передкавказзя та частково знищили, частково підкорили тутешніх кімерійців, які стали частиною новоутвореного кочового етносу. 
| "... матеріали Келермесса свідчать про наявність всередині скіфського об'єднання (а належність Келермесскіх курганів його царям навряд чи може заперечити) двох різних груп населення, перша з яких була носієм традиції пізньої передскіфської культури черногоровсько-новочеркаського типу, а друга - нових культурних тенденцій, появу яких ми пов'язуємо з протоскіфськими племенами..."[6] |
| "Є певні підстави для припущень, що під час здобуття «нової батьківщини» номади ранньоскіфського періоду зовсім не мали на меті тотальне витіснення або винищення тубільного населення. Аналіз археологічних матеріалів поселень та некрополів Північного Причорномор'я свідчить радше, що останнє частково було просто інкорпоровано в політичну та соціально-економічну структуру прибульців... кочовики цього часу утворили верхній шар, свого роду аристократію, у соціальній структурі нових скотарсько-землеробських суспільних утворень Понту."[7] |
Враховуючи той факт, що першу появу скіфів у Закавказзі за асирійськими джерелами датовано 679 р. до н. е., можливо припустити, що міграція скіфів до Пн. Кавказу відбулася до/близько цієї дати, і певні асирійські пам'ятки (див. нижче SAA 04 035, SAA 04 036), у яких скіфів та кимерійців згадано як спільників, як і одне з багатьох досить суперечливих повідомлень Плінія («…celeberrimi eorum … Euchatae, Cotieri …») можуть бути пояснені саме згаданими вище особливостями пам'яток царських курганів Келермесу.
Упродовж майже сторіччя скіфська орда, очолювана власними династами і відома з асирійських джерел як «країна Ішкуза», брала активну участь у закавказьких війнах, спочатку підтримуючи мідійські та манейські племена та державні утворення у боротьбі з Асирією, згодом як спільник Асирії. Можливо, одним із чинників зміни політичних пріорітетів скіфської верхівки став династичний шлюб скіфського династа Партатуа з донькою Асархаддона. На деякий час скіфи підкорили новоутворене Мідійське царство, але, врешті-решт, Мідія, що швидко зміцнювалася, позбавилася залежності від скіфської орди. Залишившись без будь-яких перспектив у Закавказькому регіоні, скіфська орда мігрувала до Північного Надчорномор'я.
Певний час панувала думка, що «країна Ішкуза» була розташована в Закавказзі, чи на території Манейського царства, чи у Сакасені. Наразі превалює думка, що основною територією «країни Ішкуза» були Північний Кавказ, Прикубання. Саме на цих територіях знаходиться найбільша кількість археологічних пам'яток скіфів.
Імовірно, що ще до закавказьких походів (беручи до уваги згадку Колаксая у Алкмана (грец. ίππος... Κολαξαίος)) у середовищі новоутвореного скіфо-кимерійського етносу виділився соціальний прошарок, який у Лукіана названо грец. «βασιλειον γένος» — царський рід, а у Геродота — скіфи-царські чи паралати (Історія, IV, 6 [Архівовано 23 травня 2012 у Wayback Machine.]).

## Хронологія основних подій історії Пн.-Кавказької Скіфії
- 679 р. до н. е. — перша згадка щодо скіфів у Закавказзі.

- 679 — ~674/3 рр. до н. е. — скіфи, очолювані Ішпакаєм, у війнах з Асирією.

- до 672 р. до н. е. — скіфи виходять з антиасирійської коаліції, що дає змогу Асирії закінчити тривалу війну на півночі на більш-менш прийнятних умовах.

- ~670 — ~616 рр. до н. е. — скіфські походи (балци) до Закавказзя, можливо як спільники Асирії.

- після/ близько 644 р. до н. е. — скіфи вщент розбивають кимерійців у Малій Азії.

- після/ близько 626 р. до н. е. — скіфська навала до Палестини та кордонів Єгипту.

- до/~616 р. до н. е. — Кіаксар Мідійський позбавився скіфського протекторату.

- до 593 р. до н. е. — група скіфів-«заколотників» знайшла притулок в Мідії, і була розселена у місцевості, за якою згодом закріпилася назва Сакасена.

- 585 р. до н. е. — скіфів востаннє згадано у закавказьких подіях.

## Ішкуза в новоасирійських джерелах[14]
1. Державні архіви Асирії.
SAA 4, Ch. 2
- SAA 04 020

укр. «Шамаше, великий господи, дай мені правдиву відповідь на запитання моє. Бартатуа, цар країни скіфів, який зараз послав своїх послів до Асархаддона, царя асирійського, щодо шлюбу з царською дочкою, якщо Асархаддон, цар, дає йому царську дочку заміж, буде Бартатуа, цар скіфів, говорити сумлінні, правдиві і чесні слова про мир? Чи буде він додержуватись угоди? Чи буде він робити що визначено Асархаддоном, царем Асирії? Великий боже, ти знаєш це. Чи витребувані та затверджені його слова відповідно до вимог та висловів твого великого божества, о Шамаше, великий господи. Чи справді побачать і почують це?»
- SAA 04 023

укр. «(r 2-5) З цього дня, 22-гого дня цього місяця Сиван, до 21 дня наступного місяця Таммуз, у цьому році, протягом 30 днів та ночей, обумовлений термін для виконання цього ворожіння — протягом цього обумовленого терміну, що війська скіфів, які лишалися на землях Маннеї і які наразі йдуть з землі Маннеїв, прагнуть та планують?»
укр. «(r 9-11) скіфське військо, що перебуває у землях Маннеїв чи вийде та йтиме крізь перевали Губушкії в місто Гаррана і в місто Анісус, й багато грабуючи, чи захопить велику здобич на землях Асирії?»
- SAA 04 035

укр. «(4) протягом цього обумовленого терміну, війська скіфів, й війська кимерійців чи виходитимуть з проходу … для Біт-Гамбан ……»
- SAA 04 036

укр. «(r 2-5) Звертаюся до тебе, Шамаше, великий господи, чи то війська скіфів, чи війська кимерійців йтимуть до Біт-Гамбану крізь перевал …, щоб ворожі вторгнення в землях … та землях міста Шамаш-Насір ……, чи вбиватимуть вони, грабуватимуть, нищитимуть?»
- SAA 04 037

укр. «(o 1-10; r 1-3) Військо скіфів та військо кимерійців чи йтиме з проходу … й перейде до Біт-Гамбану та Парсумашу, чи небезпечно вдеруться до земель … та земель Шамаш-Насіру, чи грабуватимуть? Чи ухвалено й підтверджено сприятливу нагоду, за допомоги вашої великої божественності, Шамаше, великий господи? Чи він бачитиме, бачитиме це? Чи він чутиме, чутиме це?
Зневага посланцю …
 Зневага сьогоднішня …
 Зневага, що …
Чи робитимуть вони небезпечне вторгнення до земель Шамаш-Насіру, вбиватимуть, плюндруватимуть й грабуватимуть?
Чи буде надано тверду добру відповідь, сприятливі знаки, сприятливі та найсприятливіші ознаки оракула вашої великої божественності чи бачитиму я?…»
- SAA 04 038

укр. «(r 2-4) чи вони робитимуть вороже вторгнення до … з Біт-Гамбан …, йтимуть до міста Яшу, і вбиватимуть, що там повинен убити ….?»
- SAA 04 039

укр. «(r 1-4) Цієї (цього)… протягом цього обумовленого часу, йтимуть війська кимерійців (і) війська скіфів проходом … щоби Біт-Гамбан та Парсумаш… Будуть вони прагнути і планувати, прийти до Біт-Хамбан… і вбивати, нищити й грабувати?»
- SAA 04 040

укр. «(r 3) Я питаю вас, Шамаше, великий владико, чи війська кимерійців (і) війська скіфів вирушать на Біт-Гамбан, і Парсумаш, і …»
2. Призма Асархаддона
| (59) Я розсіяв народ Манна, і поганих, і непокірних, (60) та їх війська, та Ішпакая скіфа, (61) спільника, який не врятував їх, я убив мечем. |